# Cosmochilus nanlaensis
Cosmochilus nanlaensis és una espècie de peix cipriniforme de la família dels ciprínids.

## Morfologia
Els mascles poden assolir els 8 cm de longitud total.

## Distribució geogràfica
Es troba al riu Mekong al seu pas per Yunnan (Xina).